# マイク・ケナーティー
マイケル・ブライアン・ケナーティー（Michael Brian Kennerty、1980年7月20日 - ）は、アメリカ合衆国のミュージシャン、プロデューサー。オール・アメリカン・リジェクツのメンバーである。